# Козловка (Амурская область)
Козло́вка — село в Мазановском районе Амурской области России. Входит в состав Богословского сельсовета.

## География
Село Козловка стоит на левом берегу реки Селемджа, при впадении в неё реки Гирбичек.
Через Козловку проходит автодорога областного значения, соединяющая город Свободный и посёлок Серышево с «северным» Селемджинским районом.
Село Козловка расположено к северо-востоку от районного центра Мазановского района села Новокиевский Увал, расстояние (через Таскино, Путятино и Пионерский) — 27 км.
От Козловки на северо-восток (вверх по левому берегу Селемджи) идёт дорога к административному центру Богословского сельсовета селу Богословка.

## Население
| 2002 | 2010 | 2012 | 2013 | 2014 | 2015 | 2016 |
| ---- | ---- | ---- | ---- | ---- | ---- | ---- |
| 117  | ↘93  | ↗96  | →96  | ↘86  | ↘83  | ↘80  |
| 2017 | 2018 |      |      |      |      |      |
| ↘78  | ↘73  |      |      |      |      |      |

## Улицы
В селе имеется одна улица — Центральная.